# I quaderni di Malte Laurids Brigge
I quaderni di Malte Laurids Brigge è un romanzo di Rainer Maria Rilke pubblicato nel 1910.

## Trama
Un ignoto straniero con vocazione di poeta, Malte Laurids Brigge, danese di famiglia nobile decaduta arriva in un giorno della tarda estate a Parigi e si stabilisce nel Quartiere Latino.
La prosa esplode in blocchi di parole governati da una forte impronta espressionistica. È la ricerca incessante del significato della vita attraverso la consapevolezza della morte che guida il giovane Malte per le strade di una Parigi cupa e sulla soglia della prima guerra mondiale.
Il romanzo tratta temi esistenziali come la ricerca dell'individualità, il significato della morte e la riflessione sull'esperienza del tempo man mano che la morte si avvicina. Fortemente influenzato dagli scritti di Nietzsche, Rilke incorpora anche tecniche impressionistiche di artisti come Rodin e Cézanne. Usando queste tecniche, lo scrittore evoca immagini della rivoluzione industriale e del progresso tecnico-scientifico che sono pervase di ansietà e alienazione.

## Edizioni italiane
- I quaderni di Malte Laurids Brigge, traduzione di Vincenzo Errante, coll. Opere di Rainer Maria Rilke, Milano, Alpes, 1929,  p. 388.
- I quaderni di Malte Laurids Brigge, traduzione di Vincenzo Errante, coll. I grandi scrittori stranieri n. 72, Torino, UTET, 1937,  p. 275.
- I quaderni di Malte Laurids Brigge, traduzione di Vincenzo Errante, coll. Opere di Rilke, Firenze, Sansoni, 1942,  p. 380.
- I quaderni di Malte Laurids Brigge, traduzione di Giorgio Zampa, coll. Corona n. 30, Firenze, Bompiani, 1943,  p. 275.
- I quaderni di Malte Laurids Brigge, traduzione di Giorgio Zampa, coll. Rapporti, Bari, De Donato, 1966,  p. 174.
- I quaderni di Malte Laurids Brigge, a cura di Furio Jesi, coll. I grandi libri n. 87, Milano, Garzanti, 1974,  p. 211, ISBN 978-88-11-81033-9.
- I quaderni di Malte Laurids Brigge, traduzione di Claudio Groff, introduzione di Elisabetta Potthoff, coll. Oscar guide 133, Milano, Mondadori, 1988,  p. 230, ISBN 88-04-31553-9.
- I quaderni di Malte Laurids Brigge, traduzione di Vincenzo Errante, introduzione di Fabrizia Ramondino, coll. TEA n. 31, Milano, TEA, 1988,  p. 242, ISBN 88-7819-033-0.
- I quaderni di Malte Laurids Brigge, traduzione di e saggio di Giorgio Zampa, Collana Biblioteca Adelphi n.248, Milano, Adelphi, 1992,  p. 213, ISBN 88-459-0891-7. - Collana gli Adelphi, Milano, Adelphi, 2020.
- I quaderni di Malte Laurids Brigge, traduzione di Christian Kolbe, Collana Highlander, Marina di Massa, Edizioni Clandestine, 2012,  p. 180, ISBN 978-88-6596-380-7.